# Dionysia zetterlundii
Dionysia zetterlundii là một loài thực vật có hoa trong họ Anh thảo. Loài này được Lidén mô tả khoa học đầu tiên năm 2007.